# Autobesità
L'obesità veicolare, obesità automobilistica o autobesità è la tendenza contemporanea all'aumento delle dimensioni e del peso delle automobili. Il peso medio delle auto vendute in Europa è aumentato del 21% tra il 2001 e il 2022.

## Conseguenze
Tra le conseguenze di un maggiore peso e dimensioni delle auto ci sono:
- Una peggiore qualità dell'aria, anche con veicoli elettrici, poiché i veicoli più pesanti hanno un maggiore consumo energetico e rilasciano più particelle da pneumatici e freni.[5][6]
- Minore sicurezza stradale, poiché i veicoli più pesanti hanno una maggiore energia cinetica e quelli più alti hanno maggiori probabilità di colpire i pedoni in testa e torace, o addirittura di non riuscire a vedere i bambini piccoli al di sotto dell'angolo di visuale del conducente.[7][8] Inoltre, i veicoli più grandi hanno maggiori probabilità di investire i pedoni a causa di una visibilità ridotta durante le manovre.[9]
- Problemi di parcheggio per gli altri veicoli, poiché non si adattano alle tipiche aree di parcheggio, occupandone più di una.[10]
- Maggiore consumo di spazio pubblico, promuovendo città più sparse e aumentando la dipendenza dall'energia e dall'automobile.[11]

## Spiegazioni
Un singolo conducente può scegliere un'auto più grande per la propria sicurezza personale, per avere più spazio o per comodità. Tuttavia, un'auto più grande costituisce una minaccia per la sicurezza degli altri utenti, spingendoli a scegliere anch'essi auto più grandi, creando un circolo vizioso.

## Azioni governative per contrastare l'autobesità
- A partire dal 2024, Parigi applicherà tariffe di parcheggio più elevate per i SUV.[13]
- Una relazione del Parlamento europeo del 2023 propone l'introduzione di una nuova patente di guida di "categoria B+" per le auto che pesano più di 1.800 chilogrammi.[14]